# Ludovico Pío
Ludovico I o Luis I, llamado el Piadoso (en latín: Ludovicus Pius; Chasseneuil, 16 de abril de 778-Ingelheim am Rhein, 20 de junio de 840), fue rey de Aquitania (781-814), coemperador (813-814), emperador y rey de los francos desde el 28 de enero de 814 hasta su muerte, con una breve interrupción cuando fue depuesto en 833-834. Al ser el único hijo sobreviviente de Carlomagno (Carlos I el Grande) e Hildegarda, se convirtió en el gobernante único de los francos tras la muerte de su padre en 814. Es considerado tanto Luis I de Francia como de Alemania, al igual que de Italia.
Al frente del gobierno de Aquitania se le encomendó la defensa de la frontera suroeste del Imperio de su padre. Conquistó Barcelona de manos del Emirato de Córdoba (801) e impuso la autoridad imperial franca sobre Pamplona y los vascones (813). Como emperador, pretendió incorporar a sus hijos adultos Lotario (coemperador desde 817), Pipino y Luis en la administración y trató de establecer una división adecuada del reino entre ellos bajo la supremacía de Lotario. Numerosas catástrofes y hechos bochornosos marcaron el comienzo de su reinado, siendo de especial relevancia el trato brutal que dispensó a su sobrino Bernardo I de Italia. El acto público de contrición que realizó como consecuencia de ello, mermó considerablemente su autoridad e influencia.
Durante su reinado se dio un rápido declive en el Imperio carolingio alimentado por las disputas sucesorias con sus hijos, que se trocaron en abierta guerra civil en la década de 830, conflicto que solo se vio exacerbado por los intentos de Ludovico de incluir en los planes de sucesión a su hijo de otra esposa, Carlos el Calvo. Los hijos mayores se rebelaron y lucharon por obtener la supremacía. La muerte de Pipino en 838 no detuvo la lucha por el Imperio entre los tres hermanos restantes, que finalizaría con el Tratado de Verdún en 843. Este dividiría el territorio franco en Francia Occidental (Francia), Francia Oriental (Alemania) y Francia Media.
Si bien su reinado terminó restaurando en gran medida el orden en el imperio, su muerte fue seguida por tres años de guerra civil. Ludovico (Luis) es comparado de manera poco favorable con su padre, si bien los dos se enfrentaron a problemas bien diferentes.

## Nacimiento y reino de Aquitania
Eginardo y el cronista anónimo conocido como Astrónomo escriben que Luis nació en la villa regia de Cassinogilum mientras Carlomagno se encontraba de campaña en Hispania; el lugar ha sido identificado con Chasseneuil. Era el tercero de los hijos que Carlomagno tuvo con Hildegarda. Se trató de un parto de gemelos, pero su gemelo Lotario murió en la infancia.
Coronado Rey de Aquitania en 781, se le envió allí a los tres años acompañado de regentes y cortesanos; Carlomagno le cedía el territorio con el objeto de consolidar su defensa tras la derrota de Roncesvalles (778).
En 794, el monarca franco construyó cuatro villas que servirían de residencia de invierno a su hijo: Doué-la-Fontaine (Anjou), Ebreuil (Allier), Angeac-Charente y Cassinogilum. La intención del monarca era que sus herederos crecieran rodeados de las costumbres de cada territorio y adoptaran la vestimenta tradicional del mismo. A causa de ello se les envió a sus respectivos reinos a una edad tan temprana. Cada reino era el responsable de mantener sus fronteras; Ludovico debía defender la Marca Hispánica. En 797, los francos tomaron Barcelona —la ciudad más importante de la Marca— cuando su gobernador, Zeid, se rebeló contra el Emirato de Córdoba y abrió las puertas a los invasores. No obstante, las autoridades omeyas reconquistaron la ciudad dos años más tarde. Decidido a conservar el dominio de la ciudad, marchó con todos los soldados de su reino, además de los de Gascuña —al mando de Sancho I—, los de Provenza —liderados por Leibulf— y los visigodos de Bera. Asedió la ciudad durante dos años hasta que capituló en 801. Aunque no se le había concedido independencia de la autoridad central, envió expediciones militares lejos de sus dominios en más de una ocasión; entre sus campañas más importantes se encontraba la de Benevento (Mezzogiorno).
En virtud de la tradición franca, Carlomagno debía dividir los territorios de su Imperio entre sus tres herederos: por la Divisio Regnorum (806) nombró a su primogénito Carlos el Joven su sucesor al trono, al cederle la administración de Neustria y Austrasia, mientras que a Pipino le concedió el reino de Italia y a Ludovico el Ducado de Aquitania, Septimania, Provenza y ciertos territorios borgoñones.
Tras la muerte de sus hermanos Pipino en 810 y Carlos en 811, Ludovico fue nombrado coemperador (813). Muerto Carlos, heredó la totalidad del reino franco y todos sus bienes, con la única excepción de Italia, territorio que se mantuvo bajo el control del Imperio, aunque regido por Bernardo, el hijo de Pipino.

## Emperador

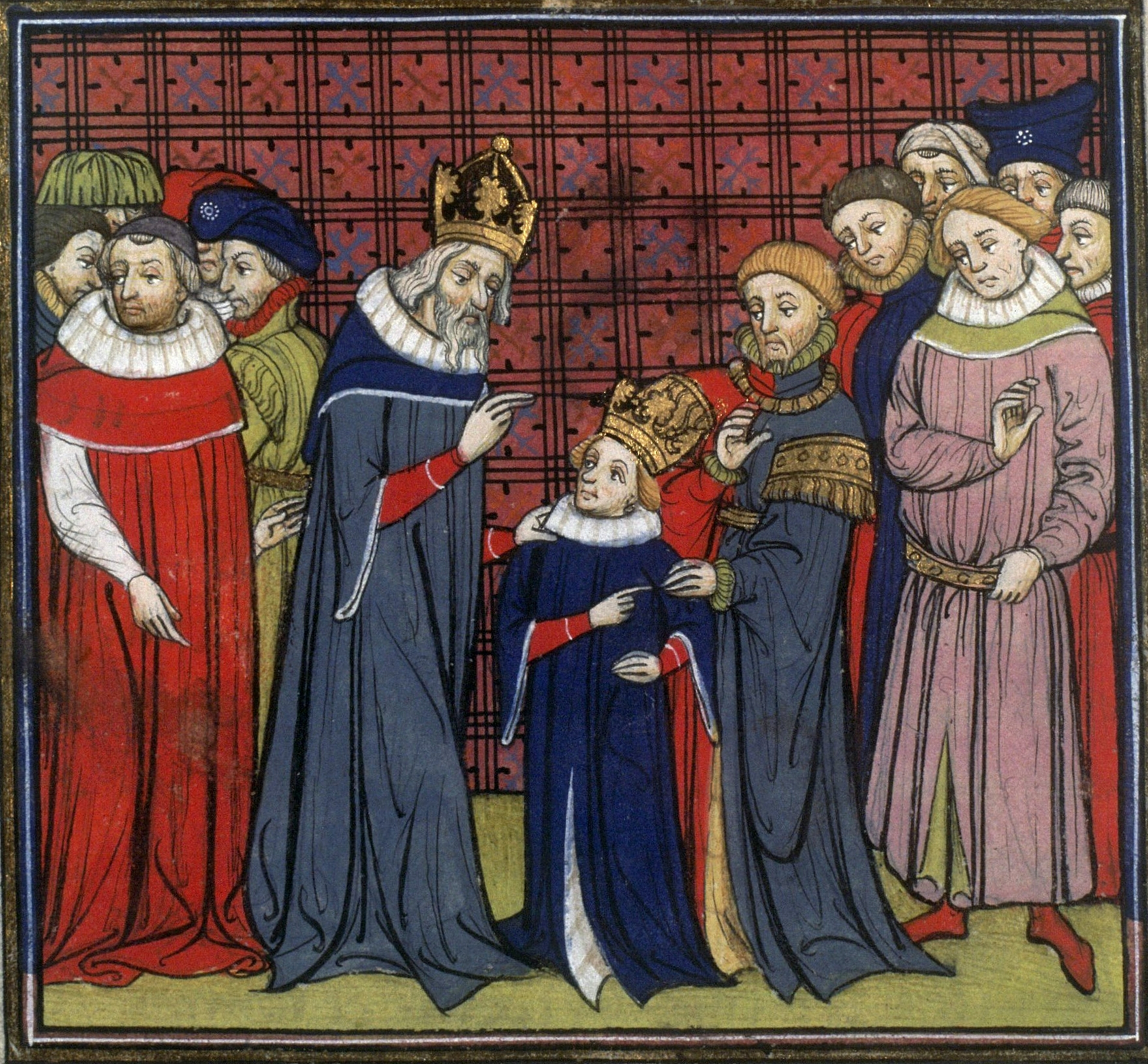
Carlomagno corona a Ludovico Pío.

Territorios del imperio carolingio tras el fallecimiento de Carlomagno en 814.

Tras enterarse del fallecimiento de Carlomagno, Ludovico se trasladó a Aquisgrán; allí se coronó soberano de los francos. Finalizada la ceremonia, los nobles francos le aclamaron al grito de: Vivat Imperator Ludovicus (¡Viva el emperador Ludovico!).
Sus ministros más importantes fueron Bernardo de Septimania y Ebbo; a este último le concedió el arzobispado de Reims, aunque era descendiente de un siervo. Asimismo, conservó a ciertos ministros de Carlomagno: Elisachar, abad de San Maximino (Tréveris), e Hildebold, arzobispo de Colonia. Avanzado su reinado, sustituiría a Elisachar por Hildwin, otro abad.
Benito de Aniano, un visigodo de Septimania, fue el responsable de la reforma de la Iglesia francesa, en virtud de la cual los monasterios del reino se adhirieron a la Regla de San Benito —llamada así en honor a su creador, Benito de Nursia (480-550)—.
En 816, el papa Esteban IV —sucesor de León III— visitó Reims y consagró a Ludovico; de este modo aumentaba la influencia eclesiástica al reconocer su importancia en las consagraciones imperiales.

### Ordinatio imperii

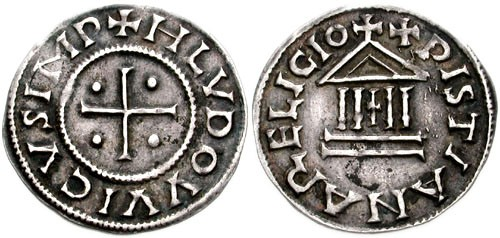
Denario de Ludovico Pío.

El Jueves Santo de 817 se derrumbó una sección de la capilla palatina de Aquisgrán mientras el monarca se encontraba en su interior, causando la muerte de numerosos cortesanos. Tres meses después, el emperador elaboró la Ordinatio imperii, un decreto imperial que establecía el criterio sucesorio a seguir tras su fallecimiento. Aunque ya había concedido a sus hijos Lotario y Pipino los territorios de Baviera y Aquitania, respectivamente —sin cederles, no obstante, los títulos reales— con este decreto el Imperio quedaba dividido efectivamente entre sus tres hijos y su sobrino Bernardo:
- Su primogénito Lotario fue coronado coemperador y heredaría la mayoría de los territorios imperiales, así como la soberanía sobre sus hermanos y su primo.
- Bernardo, heredero de Pipino de Italia, fue confirmado como rey de Italia.
- Pipino obtuvo el reino de Aquitania, incluyendo Gascuña, la marca alrededor de Toulouse, amén de los condados de Carcasona, Autun, Avallon y Nevers.
- Luis el Germánico, el hijo menor, fue nombrado rey de Baviera, así como señor de las marcas adyacentes al mismo.

La Ordinatio imperii establecía que si uno de los monarcas subordinados moría, le sucederían sus herederos; en el caso de que un monarca falleciera sin descendencia, sus dominios reverterían a la casa imperial. Por otro lado, si Lotario moría sin herederos el pueblo, es decir, la asamblea de los francos, elegiría a su sucesor. El Imperio debía continuar unido; como consecuencia, el emperador tenía autoridad sobre los otros reyes, que le debían obediencia.
Con este decreto se trató de aunar el sentido de unidad imperial con concesiones de territorios a todos sus descendientes. Rompiendo con la tradición franca, que establecía que todos los herederos debían recibir el mismo estatus y la misma cantidad de territorios, Luis elevó a Lotario por encima de sus hermanos menores, al concederle la mayoría de los territorios imperiales y la supremacía sobre los demás reyes.

### Rebelión de Bernardo

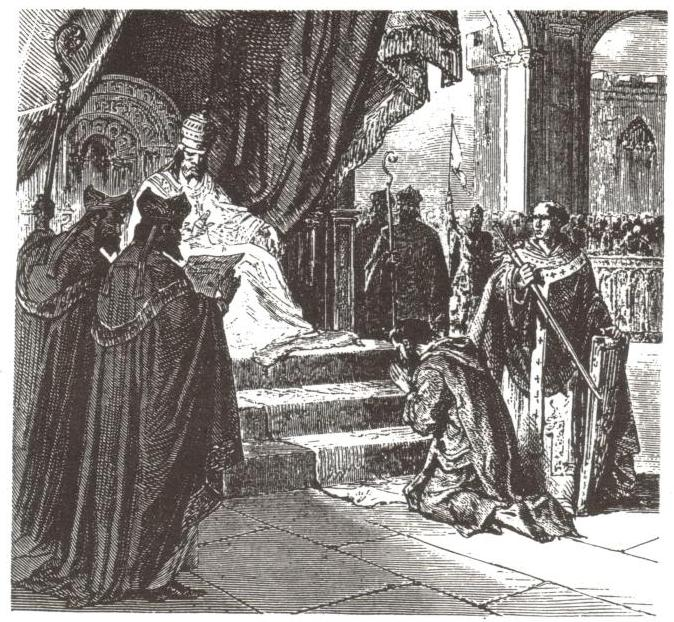
Luis penitente en Attigny (822).

La Ordinatio imperii confirmó a Bernardo (sobrino de Ludovico) como señor de Italia, aunque quedaba subordinado a Lotario. Disconforme con la decisión de Ludovico, Bernardo comenzó a conspirar con objeto de obtener la plena independencia de sus territorios. Cuando se enteró de las intenciones de su sobrino, el emperador ordenó a sus tropas marchar a Italia; como consecuencia, el hasta entonces monarca italiano accedió a entrevistarse con Ludovico en Chalon-sur-Saône, donde se rindió. Tras la firma de un acuerdo, Ludovico mandó que trasladaran a Bernardo a Aquisgrán, donde en abril de 818 se le acusó de traición y condenó a muerte. Finalmente, el propio emperador le conmutó la condena, ordenando a sus hombres que le cegaran; Bernardo no sobrevivió a la experiencia, muriendo a los dos días por las heridas recibidas. Asimismo, tras acusarle de hallarse entre los sediciosos, se encerró al clérigo Teodulfo de Orleans —caído en desgracia desde la muerte de Carlomagno— en un monasterio, donde murió.
La muerte de su sobrino marcaría al emperador para el resto de su vida. En 822, sus convicciones religiosas le llevaron a hacer penitencia por el asesinato de Bernardo; la ceremonia se llevó a cabo en su residencia de Attigny —cerca de Vouziers (Ardenas)— ante el papa Pascual I y un concilio de eclesiásticos. Asimismo, el monarca se reconcilió poco después con sus tres medios hermanos: Hugo, abad de San Quintín, Drogo, obispo de Metz, y Teodorico, a quienes había forzado a hacerse monjes tras la muerte de Bernardo. Su acto de contrición, con el que trataba de emular al emperador Teodosio el Grande tras la Masacre de Tesalónica, mermó enormemente su crédito como líder, ya que, además de lo anteriormente referido, el monarca dio cuenta de numerosos delitos menores cometidos durante su reinado. Como muestra de arrepentimiento se liberó de su encierro a Wala y a Adalardo. Al primero se le otorgó un importante puesto dentro de la administración de Lotario, mientras que al segundo le concedieron un cargo en la Corte imperial.

### Conflictos fronterizos

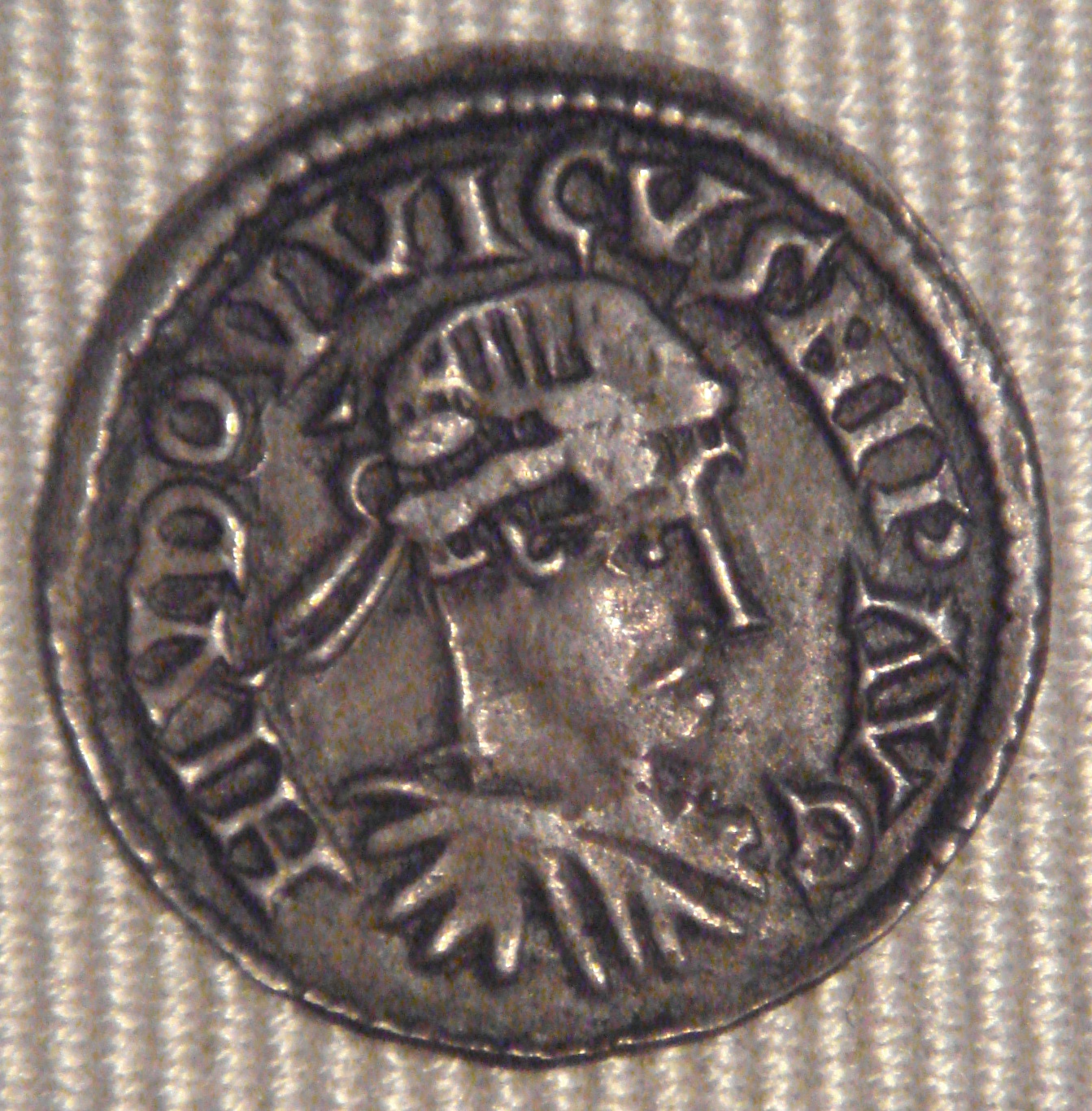
Ludovico en un denario acuñado en Sens, 818–823.

Al comienzo de su reinado, el temor que los francos inspiraban en los numerosos pueblos —daneses, abodritas, eslovenos, bretones y vascones— que habitaban en las fronteras del Imperio los mantuvo tranquilos; no obstante, los sorbios iniciaron una rebelión (816) a la que se unió Eslavomir — antiguo caudillo de los abodritas, al que su tribu había capturado, abandonado y sustituido por Ceadrago (818). Tras ello los abodritas se sumaron al levantamiento y se aliaron con los daneses, que se habían convertido en una importante amenaza.
En el sureste, una masiva concentración de soldados eslavos —a los que acaudillaba Ljudevit Posavski, duque de Panonia— amenazaba los territorios del Drava y el Sava. Se envió a su encuentro al arzobispo Cadolah del Friul, mas este murió en campaña y los eslovenos invadieron su territorio (820). En 821 Ludovico estableció una alianza con el duque Borna de Dalmacia. Tres años más tarde, numerosas tribus eslavas del noroeste de Bulgaria reconocieron la suzeranía de Ludovico y este trató de resolver el asunto negociando con el líder Omurtag; no obstante, las tribus de estas tierras volvieron a atacar a los francos y recuperaron sus territorios (827).
En el extremo sur del reino, Ludovico tenía que controlar a los poderosos duques de Benevento, Grimoaldo y Sico, a los que su padre Carlomagno no había logrado someter.
En los territorios del suroeste se rebeló el duque Seguin de Gascuña. Tras su derrota le sucedió Lope, al que el emperador había hecho renunciar en 818. Una asamblea reunida en 820 en Quierzy-sur-Oise decidió enviar una expedición militar contra el Emirato de Córdoba. Los jefes de la expedición —Hugo, conde de Tours, y Matfrido, conde de Orleans— tardaron demasiado en movilizarse y ésta terminó en nada.

### Primera guerra civil
En 818, tras volver de una campaña en Bretaña, el emperador fue informado del fallecimiento de su esposa, Ermengarda, hija de Inghiramno, conde de Hesbaye. Ludovico había estado muy unido a su esposa, que se había convertido en un elemento clave de su administración. Ermengarda desempeñó un papel fundamental en el descubrimiento de la conspiración de Bernardo, a causa de lo cual el emperador creyó que su muerte constituía la expiación de su culpa. Tomó varios meses hasta que los cortesanos y asesores del monarca le convencieran de que volviera a casarse. En 820 contrajo matrimonio con Judith, heredera de Welf, conde de Altdorf. Fruto de esta unión nació Carlos (823).
El nacimiento de Carlos invalidó la Partición de Aquisgrán, y los intentos del emperador de concederle territorios suscitaron una férrea oposición entre sus otros herederos; estos acontecimientos desembocaron en una guerra civil que marcó las dos últimas décadas del reinado.

Territorios del Imperio carolingio de Ludovico I en 828, antes de las guerras civiles.

En Worms (829) Ludovico concedió a Carlos el territorio de Alamannia —no está claro si con el título de rey o de duque—, lo que enfureció a su primogénito, el coemperador Lotario, a costa de cuyos territorios se había llevado a cabo la cesión. Las desavenencias causaron una insurrección. Lotario —con la colaboración de Wala de Corbie y de sus hermanos— acusó a Judith de cometer adulterio con Bernardo de Septimania, e incluso insinuó que este era el verdadero padre de Carlos. Ebbon y Hildwin abandonaron al emperador, mientras que los arzobispos de Lyon y Amiens, Agobardo y Jesee, se opusieron a que se llevara a efecto una nueva división del Imperio y se unieron a los rebeldes.
En 830 Wala convenció a Pipino de Aquitania de que Bernardo de Septimania estaba conspirando contra él. En consecuencia, este se colocó al frente de los soldados de Gascuña y —con el apoyo de la aristocracia de Neustria— marchó a París. En Verberie se le unió Luis el Germánico. Cuando el emperador volvió de otra campaña en Bretaña, se encontró con una guerra civil de enormes dimensiones. Marchó inmediatamente a Compiègne, donde los soldados de Pipino le rodearon y capturaron. Judith fue detenida en Poitiers y Bernardo huyó a Barcelona.
Lotario reclutó un importante ejército en Lombardía y trató de convocar un concilio en el reino de Nimega —en el corazón de Austrasia—, en el que los austrasianos y los renanos vinieron acompañados de numerosas tropas, obligando a los hijos rebeldes a que liberaran a Ludovico y a arrodillarse ante él (831). Lotario fue indultado, aunque se le expulsó de Italia. Pipino volvió a Aquitania, y Judith —tras haber tenido que humillarse con un solemne juramento de inocencia— a la corte imperial. Wala fue encerrado en un monasterio a orillas del Lago Lemán; Hilduino, abad de Saint-Denis, se exilió en Paderborn; y a Elisachar y Matfrid se les retiraron sus honores al norte de los Alpes.

### Segunda guerra civil
Sólo dos años más tarde estalló un nuevo conflicto civil (832). Pipino fue convocado a la corte, donde fue tan mal recibido que se rebeló contra las órdenes del emperador. Temiendo el estallido de una revuelta con el apoyo de la nobleza, Ludovico reunió sus fuerzas en Aquitania y les dio órdenes de estar dispuestas ante un levantamiento. No obstante, Luis el Germánico reclutó un ejército de aliados eslavos y conquistó Suabia antes de que el emperador tuviera tiempo de reaccionar. Como consecuencia de la sedición, se llevó a cabo una redivisión del Imperio: se concedió el reino de Aquitania a Carlos en detrimento de Pipino, y el resto de los territorios a Lotario, quien, aunque no había estado envuelto en la insurrección, estaba interesado en usurpar la autoridad del emperador. Los ministros de Lotario habían estado en contacto con Pipino y le convencieron a él y a Luis el Germánico de sumarse a la rebelión; se convino que a Lotario le correspondería Alamania, el reino de Carlos.
Con el apoyo de Gregorio IV —quien le había confirmado en el trono sin el apoyo del emperador—, Lotario se unió al levantamiento en 833. Ludovico se encontraba en Worms reclutando una nueva fuerza cuando Lotario marchó hacia el norte. Enterado de esta traición, el emperador marchó inmediatamente hacia el sur. Luis y Lotario se encontraron en Colmar (Alsacia). Allí Gregorio IV se reunió con el emperador; los soldados de Luis, debido a rumores que se extendieron en el campamento de que el papa iba a excomulgarle, se negaron a combatir y desertaron (de ahí el nombre de Batalla/Encuentro del Campo de las Mentiras). Viéndose casi solo, el emperador ordenó a los hombres que se habían quedado a su lado que se marcharan diciendo que «sería una lástima que cualquier hombre perdiera su vida o su integridad física a causa mía». El emperador fue capturado y trasladado a Saint Médard (Soissons), mientras que a Judith y Carlos se les encerró en Tortona. Para la mentalidad feudal, la traición que las tropas imperiales habían hecho a su señor era un crimen terrible, y el lugar donde se celebró la batalla fue conocido desde entonces como el «Campo de las Mentiras».
El 13 de noviembre de 833 Ebbon de Reims lideró un sínodo en la Iglesia de Santa María de Soissons en el que se depuso al emperador y se le obligó a hacer una confesión pública en la que daba cuenta de numerosos crímenes falsos. Como recompensa, Lotario concedió a Ebbon la dirección de la Abadía de Saint Vaast. En aras de la unidad del Imperio, Rabano Mauro, Hugo y Drogo —los hermanastros del emperador— y Emma —hermana de Judith y esposa de Luis el Germánico— trataron de convencer a Luis el Germánico de que se reconciliara con el emperador. Los tres hermanos trataron de repartirse el Imperio en virtud de la división efectiva en 817. Lotario reclamó el vasallaje de sus hermanos, de acuerdo con lo dispuesto entonces, mas estos acababan de luchar en términos de igualdad y no veían por qué tenían que quedar subordinados cuando habían contribuido de la misma forma. Estalló un nuevo conflicto y el clero, que había abandonado al emperador creyendo que su abdicación traería la estabilidad al Imperio, vio que ello no había servido de nada y le devolvió su apoyo. Paralelamente, los nobles leales de Austrasia y Sajonia decidieron enfrentarse a Lotario. Los sediciosos se trasladaron a Borgoña y se enfrentaron con los lealistas en Chalon-sur-Saône. El 1 de marzo de 834 Ludovico era restaurado en el trono de mano de un grupo de obispos leales.
Pipino y Luis también apoyaron a Ludovico en contra de Lotario. En 834 el emperador volvió a Aquisgrán, donde se reunió con su esposa y con Carlos. Terminado el conflicto, Pipino y Luis volvieron a sus territorios. Forzado también a retirarse, Lotario regresó a Italia, donde se enteró de que Wala, Jesse y Matfrid (antiguo conde de Orleans) habían fallecido. El 2 de febrero de 835, el Sínodo de Thionville desposeyó a Ebbon, Agobardo, Bernardo, obispo de Vienne, y Bartolomé, arzobispo de Narbona. El mismo Lotario cayó enfermo; con ello, el Imperio volvía a quedar relativamente estable.
En 836 se estableció una nueva división territorial en la Dieta de Crémieux: Ludovico restituyó sus territorios a Luis y a Pipino, mientras que a Carlos le concedió los de Lotario, a excepción de Italia. Mientras se efectuaba este nuevo reparto, los vikingos atacaron Utrecht y Amberes. En 837 remontaron el Rin y alcanzaron Nimega, cuyo rey, Rorik, les exigió el wergeld como compensación de los numerosos asesinatos de anteriores expediciones. Luis reclutó un gran ejército y marchó contra los invasores; aunque estos huyeron, no sería la última vez que amenazaran la costa septentrional del Imperio. En 838 los vikingos reivindicaron la soberanía sobre Frisia. Tras un año de negociaciones, los francos y los vikingos firmaron un tratado con el que quedaba resuelto el conflicto. El emperador ordenó la construcción de una importante flota en el Mar del Norte y envió a uno de sus missi dominici a Frisia a fin de imponer allí su autoridad.

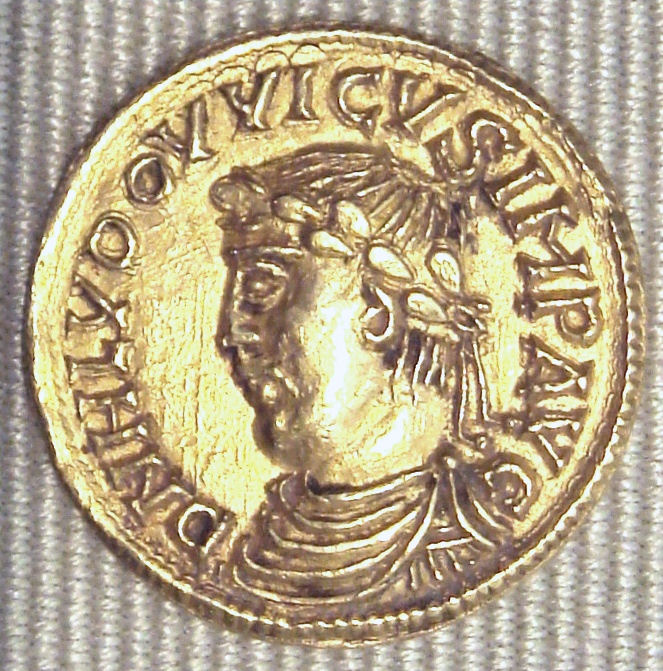
Ludovico en un sesquisolidus, esencialmente romano en el diseño.

### Tercera guerra civil
En 837 Ludovico coronó monarca de Alamania y Borgoña a Carlos y le concedió el dominio sobre ciertos territorios de Luis el Germánico, que inmediatamente comenzó una nueva insurrección. El emperador efectuó una nueva división territorial en Quierzy-sur-Oise, en virtud de la cual Carlos recibió el control de los territorios del monarca de Baviera a excepción de la misma Baviera. Ludovico no se detuvo aquí, y tras el fallecimiento de Pipino (838) le nombró rey de Aquitania. No obstante, los nobles aquitanos aclamaron como sucesor de Pipino a su heredero, Pipino II. Las tensiones desembocaron en el estallido de un tercer conflicto civil. En 839 Luis el Germánico invadió Suabia, Pipino avanzó sobre el Loira y los daneses arrasaron la costa de Frisia.
Lotario se alió con Ludovico y le ofreció su apoyo en Worms a cambio de una nueva división del territorio. En virtud de este acuerdo. el emperador cedió Baviera a Luis el Germánico, desheredó a Pipino II y dividió el resto del Imperio en una zona occidental y otra oriental. Ludovico le dio la opción a Lotario de que escogiera uno de estos dos territorios, quedándose este con el oriental —incluyendo Italia— y dejando el occidental a Carlos. El emperador marchó contra los nobles aquitanos insurrectos, a los que derrotó y forzó a reconocer a Carlos como nuevo rey; la ceremonia final —en la que se reunieron nobles y eclesiásticos— se celebró en Clermont-en-Auvergne (840). En una última marcha, el emperador marchó sobre Baviera y derrotó a Luis el Germánico en Ostmark. El Imperio quedó dividido en virtud del acuerdo de Worms, y se ordenó a los soldados imperiales volver a Fráncfort del Meno, donde fueron disueltos. La última guerra civil del reinado de Ludovico Pío había terminado.

### Fallecimiento
Ludovico enfermó tras el término de esta campaña. Consciente de su estado, el emperador ordenó su traslado desde su residencia de verano —ubicada en una isla del Rin— a su palacio de Ingelheim. El 20 de junio de 840 falleció en presencia de su hermanastro Drogo y de numerosos obispos y eclesiásticos; Judith y Carlos no asistieron al óbito, ya que se encontraban en Poitiers. Tras la muerte del emperador estalló un nuevo conflicto sucesorio entre los hermanos, que no finalizaría hasta la firma del Tratado de Verdún (843), por el cual el Imperio quedó finalmente dividido en tres reinos: Francia Oriental, Francia Occidental y Francia Media. El conflicto en torno a Aquitania no se resolvió hasta la década de 860.
Ludovico Pío y su hermanastro Drogo de Metz fueron enterrados en la Basílica de Saint-Pierre-aux-Nonnains (Metz).

## El sobrenombre «Pío»
Cuarto de los herederos varones de Carlomagno, Luis estaba destinado a ser eclesiástico. Durante su reinado se reformaron los monasterios y se reorientó la política religiosa: el emperador prometió respetar los Estados Pontificios y no interferir en las elecciones papales. De esta manera el Papa recobraba cierta independencia tras el control que había ejercido Carlomagno.
Entre sus cortesanos y consejeros se contaban numerosos eclesiásticos: Agobardo (778-840), Fridugiso (m. 834) y Benito de Aniane (750-821). Su política religiosa tenía como fin fortalecer la cohesión territorial, con el cristianismo como eje vertebrador de la sociedad. Asimismo, el emperador era muy religioso, como demuestra la penitencia que hizo en Attigny tras el fallecimiento de su sobrino.
Ludovico empleó este sobrenombre en vida. Uno de los biógrafos del emperador escribió la Vita Hludovici Pii ('Pío' o 'Piadoso'). Agobardo, muy crítico con Judith, ferviente aliado de Lotario y uno de los artífices de la deposición de Ludovico en 833, empleó el término Pii en su obra Duo pro Filiis et Contra Iudith Uxorem Ludovici Pii.
En la Vita Hludovici Imperatoris aparece en una única ocasión el término latino mitisum — cuya traducción aproximada sería 'bonachón' o 'blando de carácter'. Un eclesiástico de Saint-Denis redescubrió este término (1275) en las Grandes crónicas de Francia, lo que llevó a que Luis fuera apelado le Débonnaire ('el Buenazo') por la historiografía francesa.

## Matrimonio y descendencia
Con Ermengarda de Hesbaye —con la que se casó c. 794-798— tuvo tres varones:
- Lotario I (795-855), monarca de Francia Media y del título de emperador.
- Pipino (797-838), monarca de Aquitania.
- Adelaida (n. c. 799).
- Rotruda (n. 800), casada con Gerardo, conde de Auvernia.
- Hildegarda (o Matilda) (n. c. 802), casada con Gerardo tras el fallecimiento de su hermana.
- Luis el Germánico (c. 805-875), monarca de Francia Oriental.

Con Judith de Baviera tuvo un niño y una niña:
- Gisela, casada con Everardo del Friul.
- Carlos el Calvo, monarca de Francia Occidental.

Con Teodolinda de Sens tuvo dos descendientes ilegítimos:
- Arnulfo de Sens.
- Alpaida.

## Títulos
| Títulos reales carolingios |                                                                                 | |
| Predecesor: Título creado  | Rey de Aquitania 781-814                                                        | Sucesor: Pipino I                                                                                                 |
| Predecesor: Carlomagno     | Rey de los Francos 814-840                                                      | Sucedido por: Carlos el Calvo (Francia Occidental) Lotario I (Francia Media) Luis el Germánico (Francia Oriental) |
| Predecesor: Carlomagno     | Emperador carolingio 813-840 junto a Carlomagno (800-814) y Lotario I (817-855) | Sucesor: Lotario I                                                                                                |

### Principal
- Vita Hludovici Imperatoris, la fuente más importante acerca de su reinado, escrita hacia 840 por un autor desconocido llamado «el Astrónomo».
- Texto latino de la Vita Hludowici Imperatoris, de Thegan de Tréveris.

### Secundaria
- Depreux, Philippe. Prosopographie de l'entourage de Louis le Pieux (781–840). Sigmaringen: Thorbecke, 1997. Una prosopografía centrada en este emperador, así como en sus cortesanos y vasallos.
- Ganshof, F.L. The Carolingians and the Frankish Monarchy. 1971.
- Oman, Charles. The Dark Ages 476–918. Londres, 1914.
- Godman, Peter, y Collins Roger (eds.). Charlemagne's Heir. New perspectives on the reign of Louis the Pious (814–840). Oxford y Nueva York: Clarendon Press, 1990.